# Gare de Pessac-Alouette
La Gare de Pessac-Alouette, commercialement appelée Alouette-France jusqu’à décembre 2021, est une gare ferroviaire française de la ligne de Bordeaux-Saint-Jean à Irun, située sur le territoire de la commune de Pessac, dans le département de la Gironde, en région Nouvelle-Aquitaine.
C'est une halte de la Société nationale des chemins de fer français (SNCF), desservie par des trains express régionaux du réseau TER Nouvelle-Aquitaine.

## Situation ferroviaire
Établie à 49 m d'altitude, la gare de Pessac-Alouette est située au point kilométrique (PK) 9,516 de la ligne de Bordeaux-Saint-Jean à Irun entre les gares de Pessac et de Gazinet-Cestas. La gare comporte deux quais de 299 (Quai 1 - direction d'Arcachon) et 303 mètres (Quai 2 - direction de Bordeaux).

## Histoire
La gare est ouverte sous le nom de « gare de Saint-Médard » le 7 mai 1841, date d'ouverture de la ligne Bordeaux-La Teste par la Compagnie du chemin de fer de Bordeaux à La Teste.[réf. nécessaire].
Après plus d’un siècle de fermeture, la halte a été rouverte en 1965.
Faisant suite à des travaux de sécurisation entamés en novembre 2016, la halte subit en 2018 un déplacement de ses quais afin de la rapprocher de l'arrêt Gare Pessac-Alouette de la ligne B de tramway. Pour cela, les quais sont allongés vers l'est de 194 mètres à 299 et 303  mètres afin d'atteindre le pont de l'Avenue du Haut-Lévêque, surplombant la voie ferrée, où des ascenseurs débouchant directement sur les quais sont mis en place. À cette occasion, des escaliers sont réalisés afin de remplacer deux descentes en béton peu sécurisées et pratiques, et le passage planchéié permettant de traverser les voies à pied est supprimé.
Du fait de cet allongement, les trains s'arrêtent au plus près du pont et desservent ainsi la partie nouvelle des quais. Les trains desservant la gare étant notablement plus courts que les quais, une partie des anciens quais déjà à niveau n'a pas été rénovée puisqu'inutilisée, tout en restant accessible aux voyageurs.

## Fréquentation
De 2015 à 2023, selon les estimations de la SNCF, la fréquentation annuelle de la gare s'élève aux nombres indiqués dans le tableau ci-dessous :
| Année                      | 2015    | 2016    | 2017    | 2018    | 2019    | 2020    | 2021    | 2022    | 2023    |
| -------------------------- | ------- | ------- | ------- | ------- | ------- | ------- | ------- | ------- | ------- |
| Voyageurs seuls            | 191 807 | 185 087 | 206 973 | 226 428 | 303 363 | 185 309 | 244 590 | 365 411 | 418 538 |
| Voyageurs et non voyageurs | 239 759 | 231 359 | 258 716 | 283 035 | 379 203 | 231 636 | 305 737 | 456 763 | 523 173 |

## Service des voyageurs

### Accueil
Halte SNCF, c'est un point d'arrêt non géré (PANG) à entrée libre, équipé d'automates pour l'achat de titres de transport TER Nouvelle-Aquitaine et de deux quais avec abris.

### Desserte
Pessac-Alouette est desservie par les trains TER Nouvelle-Aquitaine qui effectuent des missions entre les gares de Bordeaux-Saint-Jean / Coutras / Libourne et d'Arcachon.

### Intermodalité
Un parc pour les vélos est aménagé.
Depuis le 22 juin 2015 la gare de Pessac - Alouette est desservie par la ligne B du tramway de Bordeaux.
Des correspondances sont possibles avec les bus du réseau métropolitain TBM, lignes 39 et 77.